# 성공지도
성공지도는 KBS 1라디오에서 방송했던 주말 경제 정보 프로그램이다.

## 역사
2013년 11월 2일 《생방송 성공 지도》로 방송을 시작해, 2014년 4월 12일부터 "성공지도"로 제목을 변경하여 역대로 진행자가 변경되어 방송됐으나, 2019년 4월 21일 방송을 마지막으로 6년만에 폐지되었다.

## 역대 방송시간
| 방송 채널               | 방송 기간                          | 방송 시간 | 제목             |
| ----------------------- | ---------------------------------- | --- | ---------------- |
| KBS 1라디오             | 2013년 11월 3일 ~ 2014년 4월 6일   | 매주 일요일 오후 2:10 ~ 오후 2:58 | 생방송 성공 지도 |
| KBS 1라디오             | 2014년 4월 13일 ~ 2014년 12월 28일 | 매주 일요일 오전 10:10 ~ 오전 10:56 | 성공지도         |
| KBS 1라디오             | 2015년 1월 4일 ~ 2018년 5월 27일   | 매주 일요일 오후 2:05 ~ 오후 2:58 | 성공지도         |
| KBS 1라디오 KBS 3라디오 | 2018년 6월 3일 ~ 2018년 9월 30일   | 매주 일요일 오후 2:05 ~ 오후 2:55 (1R 생방송), 매주 일요일 오전 10:00 ~ 오전 10:50 (3R 본방송)                                              | 성공지도         |
| KBS 1라디오 KBS 3라디오 | 2018년 10월 7일 ~ 2019년 4월 21일  | 매주 일요일 오후 2:05 ~ 오후 2:55 (1R 생방송), 매주 일요일 밤 11:05 ~ 밤 11:55 (1R 재방송), 매주 일요일 오전 10:00 ~ 오전 10:50 (3R 본방송) | 성공지도         |

## 역대 진행자

### 생방송 성공 지도
- 2013년 11월 3일 ~ 2014년 4월 6일 : 장수연 아나운서

### 성공지도
- 2014년 4월 13일 ~ 2016년 6월 19일 : 현대원
- 2016년 6월 26일 ~ 2019년 4월 21일 : 박희준